# Deirdré Anne Snijman
Deirdré Anne Snijman, Dierdre Snijman ou Dee Snijman  est une botaniste sud-africaine née le 27 juin 1949 à Brakpan, une ville proche de Johannesburg.

## Biographie
Elle suit des études de botanique et de mathématique à l'université du Natal, et obtient sa maîtrise en 1973. En 1974, elle est recrutée par le jardin botanique national Kirstenbosch au Cap, et intègre l'équipe de recherche du Compton Herbarium, ; elle y entame des recherches sur le genre Haemanthus, qui seront publiées en 1984.
Snijman consacre ensuite ses recherches aux genres Hessea, Strumaria et à d'autres genres de la famille des Amaryllidaceae, pour sa thèse de doctorat en botanique sous la direction de Peter Linder à l'Université du Cap, thèse qu'elle obtient en 1992 sur la systématique des Amaryllideae (Amaryllidaceae). En compagnie de la botaniste galloise Pauline Perry, de son mari le photographe Colin Paterson-Jones ou d'autres botanistes, elle effectue pendant de nombreuses années un travail de collecte botanique dans plusieurs régions d'Afrique australe,.

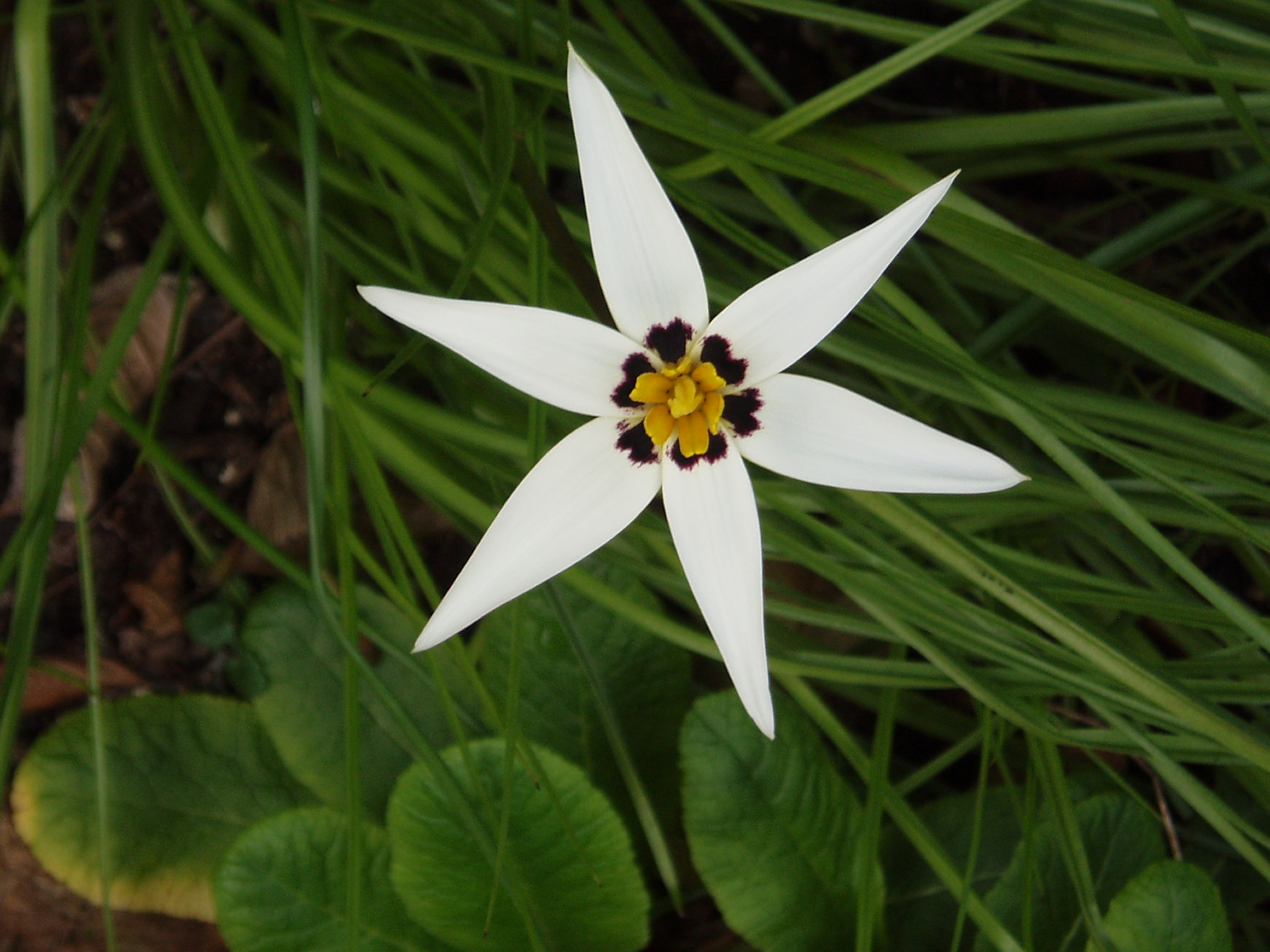
Pauridia capensis (L.) Snijman et Kocyan.

En 1997 D.-A. Sinjman reçoit la Médaille Herbert (Herbert Medal) attribuée par l'International Bulb Society pour ses contributions à la connaissance des plantes à bulbe sud-africaines.
Elle décrit en 1998 Amaryllis paradisicola dans un article de la revue Bothalia ; il s'agit de l'une des deux espèces du genre Amaryllis en Afrique du Sud, l'autre étant Amaryllis belladonna.
Elle prend en 2014 sa retraite officielle du Compton Herbarium , tout en continuant des recherches, notamment sur les Hypoxidaceae.

## Éponymie
Deux plantes ont été nommées en son honneur : une espèce d'Apiaceae (Chamarea snijmaniae) par le botaniste anglais Brian Burtt en 1991,, et en 2008, une Polygonaceae (Polygonum snijmaniae) par le botaniste espagnol Santiago Ortiz Nuñez.

## Publications
- (en) A revision of the genus Haemanthus L. (Amaryllidaceae), Kirstenbosch, National Botanic Gardens of South Africa, 1984, 139 p. (collection : Journal of South African botany ; 12)  (ISBN 0-620-07339-X).
- (en) « Kamiesbergia, À new monotypic genus of the Amaryllideae-Strumariinae (Amaryllidaceae) from the north-western Cape », Bothalia, 1991, n° 21, p. 125-128.
- avec Abraham Erasmus van Wyk, « H. pauculifolius: A new species of Haemanthus (Amaryllidaceae) from the eastern Transvaal Escarpment, South Africa », South African Journal of Botany, 1993, vol. 59, n° 2, p. 247-250.
- avec A. V. Hall, (en) Systematics of Hessea, Strumaria, Carpolyza (Amaryllideae: Amaryllidaceae), Cape Town : Bolus Herbarium, University of Cape Town, 1994, 162 p.  (ISBN 0-7992-1530-9).
- (en) avec Graham Williamson, « A new species of Amaryllis from the Richtersveld, South Africa », Bothalia, 1998, n° 28, p. 192–196.
- avec Q.-B. Guy, N Li et S.-L. Yang, « Phylogeny of Amaryllidaceae: molecules and morphology », En Monocots: systematic and evolution, 2000, p. 372-386.
- avec Alan W. Meerow : « Phylogeny of Amaryllidaceae tribe Amaryllideae based on nrDNA ITS sequences and morphology », American Journal of Botany, 2001, n° 88, p.2321-2330.
- (en) « The mind and the eye », dans South African botanical art : peeling back the petals, Vlaeberg, Fernwood, 2001, p. 67-104.
- (en) avec John Manning et Peter Goldblatt, The Color Encyclopedia of Cape Bulbs, Portland, Timber Press, 2002, 486 p.
- (en) avec J. C. Manning, « Chenolea convallis, a new species from Western Cape Province, South Africa », Bothalia, 2013, vol. 43, n° 1, p. 80–84.
- (en) Plants of the Greater Cape Floristic Region. Volume 2 : The extra Cape Flora, Pretoria, South African National Biodiversity Institute, 2013, 543 p. (collection : Strelitzia ; 30)  (ISBN 978-1-919976-77-8) Lire en ligne.